# 新疆生产建设兵团第四师七十五团
新疆生产建设兵团第四师七十五团是中华人民共和国新疆生产建设兵团第四师下辖的一个团。

## 行政区划
新疆生产建设兵团第四师七十五团下辖以下单位：
团部、一连、二连、三连、五连、六连和七连。